# Aspøy (Tingvoll)
Aspøy (norwegisch Aspøya) ist eine Insel südlich von Kristiansund in der norwegischen Fylke Møre og Romsdal. Bis 1905 war Aspøy eine Halbinsel, im Nordosten durch den etwa 150 m breiten Isthmus Nålsund mit der Halbinsel Straumsnes verbunden; erst der dann für Fischerboote und andere kleine Schiffe durch den Isthmus gegrabene etwa 8 m breite Kanal machte Aspøy zur Insel. Verwaltungstechnisch ist Aspøy Teil der Gemeinde Tingvoll.

## Geographie
Die etwa 20 km2 große, sieben Kilometer lange und bis zu vier Kilometer breite Insel ist umgeben vom Freifjord im Norden, dem Bergsøysund im Westen, dem tief in das norwegische Festland einschneidenden Tingvollfjord im Süden und dem Nålsund, dem Karihavet und dem Langsetvågen im Osten.
Höchster Punkt ist mit 372 Metern der Gipfel des Vettafjells im Südteil der Insel; im Nordteil liegen Nipa (359 m) und Sallaupkamman (348 m). Alle drei Gipfel befinden sich oberhalb der Baumgrenze.

## Siedlungen und Verkehr

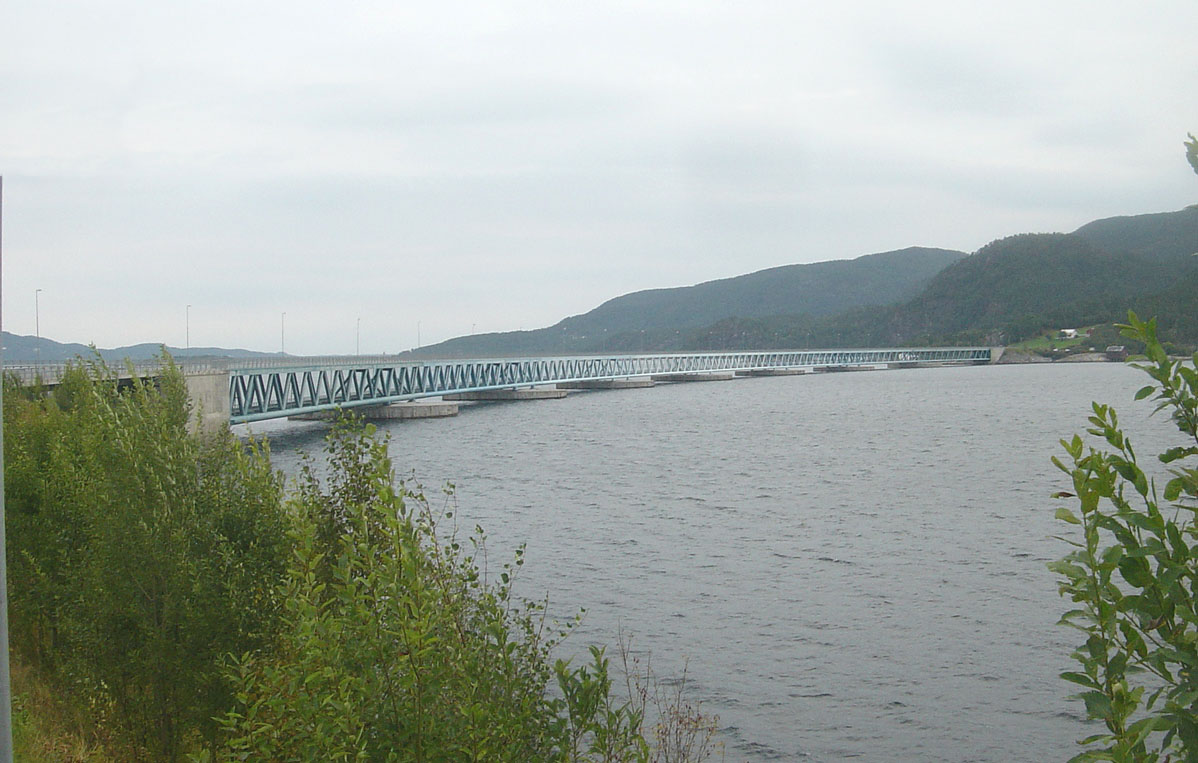
Die Bergsøysundbrücke von Südwesten; Aspøy rechts im Hintergrund

Die im Jahre 2015 registrierten 343 Einwohner verteilen sich auf eine Anzahl kleiner Siedlungen auf den schmalen Küstenstreifen. Diese Siedlungen sind durch die die Insel im Osten, Norden und Westen umlaufende Straße Fv296, im Süden durch die Europastraße 39/Rv70 miteinander verbunden.
Die E39/Rv70 erreicht Aspøy im äußersten Südwesten über die von der Insel Bergsøya über den Bergsøysund führende Bergsøysundbrua, eine 931 Meter lange und zum Krifast-System gehörende Schwimmbrücke, und verbindet die Insel in deren Südosten über eine 400 m lange Brücke über den Langsetvågen mit der Halbinsel Straumsnes und dem norwegischen Festland. Im Nordosten ist Aspøy durch eine über den Nålsundkanal von 1905 führende Kommunalstraße mit dem Festland verbunden.